# Haladás Sportkomplexum
Haladás Sportkomplexum – stadion piłkarski w Szombathely, na Węgrzech. Może pomieścić 8656 widzów. Obiekt został wybudowany w latach 2016–2017 w miejscu starego stadionu, rozebranego w roku 2016. Otwarcie nowej areny nastąpiło 8 listopada 2017 roku, a na inaugurację gospodarze, drużyna Szombathelyi Haladás, pokonała w meczu towarzyskim chorwacki NK Osijek 3:1. Do stadionu przylega również hala sportowa z widownią na 458 osób.